# António Serra Lopes
António Serra Lopes (1934 - 2021) foi um advogado português.

## Biografia
Licenciou-se em Direito, em 1958, pela Faculdade de Direito da Universidade de Lisboa, e completou, em 1967, o curso de Direito Internacional Comparado, da Faculdade Internacional de Direito Comparado de Estrasburgo (Associação Internacional de Direito Comparado e Faculdade de Direito da Universidade de Estrasburgo). 
Na Faculdade de Direito de Lisboa presidiu à respetiva Associação Académica, empenhando-se na contestação contra o Decreto 40.900, de 1956, que submetia as associações de estudantes ao controlo do Governo. Tratou-se então do maior movimento de contestação dos estudantes à ditadura, precedendo a Crise académica de 1962 .
Foi admitido na Ordem dos Advogados Portugueses em 1962. 
Juntamente com a sua mulher, Maria de Jesus Serra Lopes (posteriormente Bastonária da Ordem dos Advogados), iniciou na mesma década o escritório que viria a originar a sociedade de advogados Serra Lopes, Cortes Martins & Associados, com sede em Lisboa. Este escritório, que viria a completar 60 anos de atividade,  , seria, em 2023, incorporado na ibérica Cuatrecasas . 
Em paralelo, nas décadas de 1960 e 1970, António Serra Lopes foi advogado e, posteriormente, diretor do Departamento Jurídico do Grupo CUF. Exerceu essas atividades num período em que aquele grupo conheceu uma grande expansão, consolidando-se como o maior conglomerado empresarial da Península Ibérica e um dos maiores da Europa.
Nas décadas de 1980 e posteriores, assessorou o Estado em operações de investimento estrangeiro em Portugal — designadamente no desenvolvimento da Sociedade Mineira de Neves-Corvo — e surgiu pontualmente envolvido em contenciosos mediáticos — foi, designadamente, o advogado de Francisco Sá Carneiro contra o jornal O Diário por causa da sua alegada dívida à banca (fazendo-o depois em parceria com Daniel Proença de Carvalho) , e de Carlos Cruz, no âmbito do Processo Casa Pia (acabando por deixar a defesa, posteriormente, a cargo exclusivo de Ricardo Sá Fernandes). 